# Schlüsselspitze
La Schlüsselspitze est une montagne qui s’élève à 2 778 m d’altitude dans les Hohe Tauern, en Autriche.